# کراش توئین‌سانیتی
کراش توئین‌سانیتی (به انگلیسی: Crash Twinsanity) یک بازی ویدئویی در سبک سکوبازی است که توسط تراولرز تیلز ساخته شده و بوسیلهٔ ویوندی یونیورسال گیمز برای کنسول‌های پلی‌استیشن ۲ و اکس‌باکس منتشر شد. این بازی ششمین قسمت اصلی، و در مجموع یازدهمین نسخه از مجموعه بازی‌های کراش باندیکوت به شمار می‌رود.

## خلاصه داستان
دکتر نئو کورتکس سه سال پس از شکست قبلی اش توسط کرَش به جزایر وامپا بازمی‌گردد تا انتقام بگیرد. کورتکس خواهر کرَش به نام کوکو را از کار می‌اندازد و با تقلید از او، کرَش را به دام می‌کشاند. پس از پیروزی کرَش بر کورتکس و ربات مکا-بندیکوتش، هر دو به درون چاهی سقوط کرده و در غاری فرود می‌آیند. کورتکس که از شکستش خشمگین شده، به کرَش حمله می‌کند و نبرد طولانی‌ای بین آنها در غار درمی‌گیرد.
پس از بازگشت به سطح زمین، کرَش و کورتکس با دو طوطی بین‌بعدی به نام خواهران شیطانی روبرو می‌شوند که قصد نابودی جزایر وامپا و دزدیدن مغز کورتکس را دارند. وقتی کورتکس از کرَش کمک می‌خواهد، ناگهان مورد حمله زنبورها قرار گرفته و توسط پاپو پاپو و جنگجویانش که به قلمروشان تجاوز کرده بود، اسیر می‌شود. کرَش کورتکس را نجات داده و از دست جمعیت خشمگین بومیان می‌گریزد.
آنها دوباره با خواهران شیطانی مواجه می‌شوند که این بار مجسمه‌ای خدایی را زنده کرده‌اند تا به آنها حمله کند. کورتکس که متوجه شده خواهران شیطانی از بعد دهم می‌آیند، نقشه‌ای می‌کشد و کرَش را به لانه قطبی خود فرامی‌خواند.